# Barrais-Bussolles
Barrais-Bussolles est une commune française, située dans le département de l'Allier en région Auvergne-Rhône-Alpes.

## Géographie

### Localisation
La commune de Barrais-Bussolles est située à l'est du département de l'Allier, dans l'arrondissement de Vichy et le canton de Lapalisse.
Sept communes sont limitrophes :
| Varennes-sur-Tèche    | Bert              |             |
|                       | Barrais-Bussolles | Loddes      |
| Lapalisse, Saint-Prix | Droiturier        | Andelaroche |

### Climat
Pour des articles plus généraux, voir Climat d'Auvergne-Rhône-Alpes et Climat de l'Allier.
En 2010, le climat de la commune est de type climat océanique dégradé des plaines du Centre et du Nord, selon une étude du CNRS s'appuyant sur une série de données couvrant la période 1971-2000. En 2020, Météo-France publie une typologie des climats de la France métropolitaine dans laquelle la commune est dans une zone de transition entre le climat océanique altéré et le climat de montagne ou de marges de montagne et est dans la région climatique Centre et contreforts nord du Massif Central, caractérisée par un air sec en été et un bon ensoleillement.
Pour la période 1971-2000, la température annuelle moyenne est de 10,7 °C, avec une amplitude thermique annuelle de 16,6 °C. Le cumul annuel moyen de précipitations est de 932 mm, avec 11,5 jours de précipitations en janvier et 7,7 jours en juillet. Pour la période 1991-2020, la température moyenne annuelle observée sur la station météorologique de Météo-France la plus proche, sur la commune de Saint-Léon à 13 km à vol d'oiseau, est de 11,7 °C et le cumul annuel moyen de précipitations est de 857,2 mm,. Pour l'avenir, les paramètres climatiques de la commune estimés pour 2050 selon différents scénarios d'émission de gaz à effet de serre sont consultables sur un site dédié publié par Météo-France en novembre 2022.

## Urbanisme

### Typologie
Au 1er janvier 2024, Barrais-Bussolles est catégorisée commune rurale à habitat très dispersé, selon la nouvelle grille communale de densité à 7 niveaux définie par l'Insee en 2022.
Elle est située hors unité urbaine. Par ailleurs la commune fait partie de l'aire d'attraction de Lapalisse, dont elle est une commune de la couronne,. Cette aire, qui regroupe 9 communes, est catégorisée dans les aires de moins de 50 000 habitants,.

### Occupation des sols

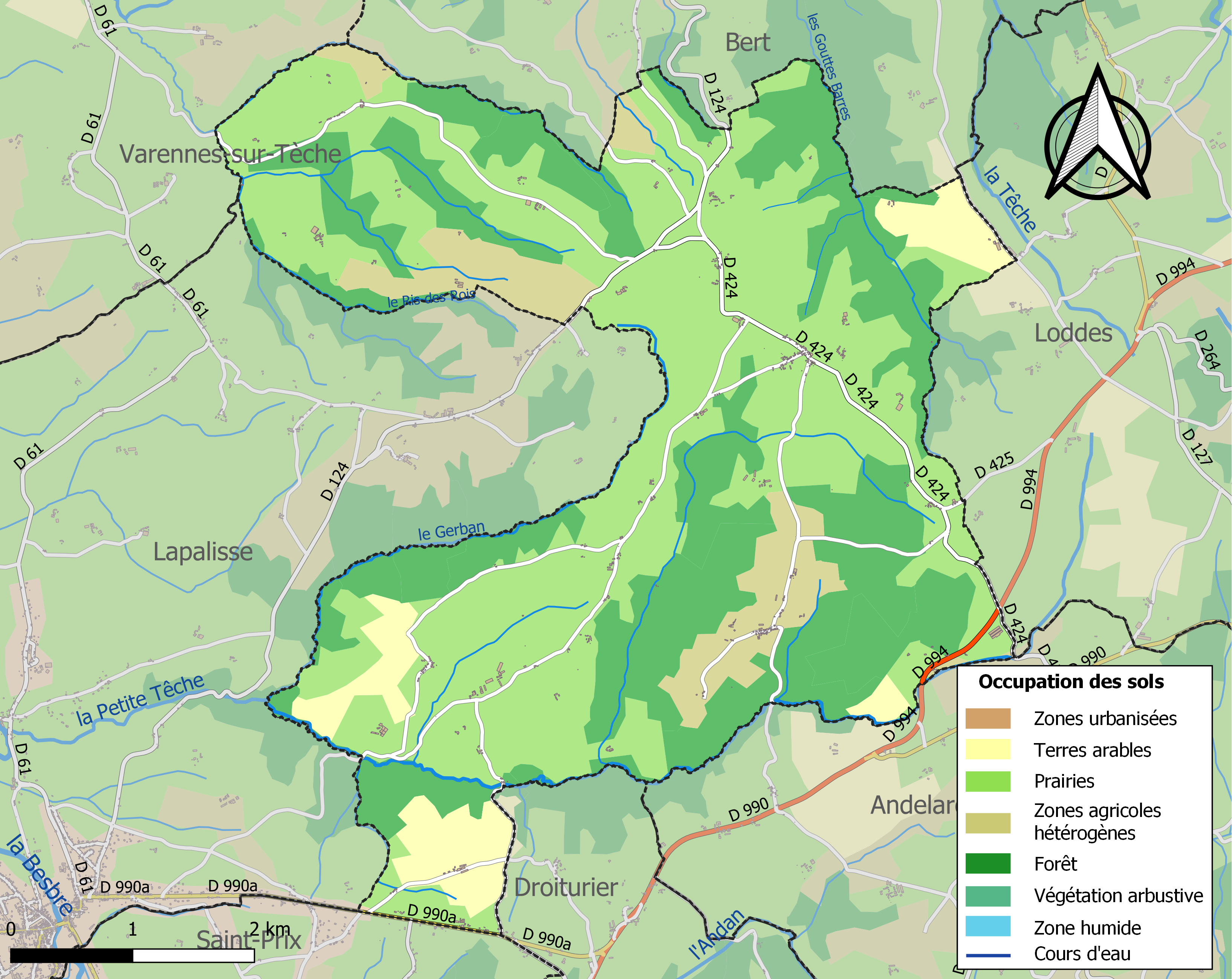
Carte des infrastructures et de l'occupation des sols de la commune en 2018 (CLC).

L'occupation des sols de la commune, telle qu'elle ressort de la base de données européenne d’occupation biophysique des sols Corine Land Cover (CLC), est marquée par l'importance des territoires agricoles (65,4 % en 2018), une proportion identique à celle de 1990 (65,4 %). La répartition détaillée en 2018 est la suivante : 
prairies (50,9 %), forêts (34,5 %), zones agricoles hétérogènes (8,1 %), terres arables (6,4 %).
L'IGN met par ailleurs à disposition un outil en ligne permettant de comparer l’évolution dans le temps de l’occupation des sols de la commune (ou de territoires à des échelles différentes). Plusieurs époques sont accessibles sous forme de cartes ou photos aériennes : la carte de Cassini (XVIIIe siècle), la carte d'état-major (1820-1866) et la période actuelle (1950 à aujourd'hui).

### Voies de communication et transports
Les routes départementales 124, 424, 425 et 994 passent par la commune.

## Histoire
La commune résulte de la fusion en 1833 des anciennes communes de Barrais et de Bussolles.
Le nom de Barrais vient probablement de sa position proche du ravin des Gouttes-Barres.

## Politique et administration

### Découpage territorial
La commune de Barrais-Bussolles est membre de la communauté de communes du Pays de Lapalisse, un établissement public de coopération intercommunale (EPCI) à fiscalité propre créé le 20 décembre 1997 dont le siège est à Lapalisse. Ce dernier est par ailleurs membre d'autres groupements intercommunaux.
Sur le plan administratif, elle est rattachée à l'arrondissement de Vichy, au département de l'Allier et à la région Auvergne-Rhône-Alpes. Sur le plan électoral, elle dépend du  canton de Lapalisse pour l'élection des conseillers départementaux, depuis le redécoupage cantonal de 2014 entré en vigueur en 2015, et de la troisième circonscription de l'Allier  pour les élections législatives, depuis le dernier découpage électoral de 2010.

### Administration municipale
| Période                                  | Période                     | Identité           | Étiquette | Qualité              |
| ---------------------------------------- | --------------------------- | ------------------ | --------- | -------------------- |
| Les données manquantes sont à compléter. |                             |                    |           |                      |
| mars 2001                                | mars 2014                   | Aimé Delorme       |           |                      |
| mars 2014                                | juillet 2020                | Pierre Raboutot    | DVD       | Agriculteur retraité |
| juillet 2020                             | En cours (au 20 avril 2021) | Delphine Thevenoux |           | Agricultrice         |

## Population et société

### Démographie
Les habitants de la commune sont appelés les Barraisiens,,.
L'évolution du nombre d'habitants est connue à travers les recensements de la population effectués dans la commune depuis 1793. Pour les communes de moins de 10 000 habitants, une enquête de recensement portant sur toute la population est réalisée tous les cinq ans, les populations de référence des années intermédiaires étant quant à elles estimées par interpolation ou extrapolation. Pour la commune, le premier recensement exhaustif entrant dans le cadre du nouveau dispositif a été réalisé en 2004.

En 2022, la commune comptait 185 habitants, en évolution de −4,64 % par rapport à 2016 (Allier : −1,38 %, France hors Mayotte : +2,11 %).
| 1793 | 1800 | 1806 | 1821 | 1831 | 1836 | 1841 | 1846 | 1851 |
| ---- | ---- | ---- | ---- | ---- | ---- | ---- | ---- | ---- |
| 471  | 357  | 416  | 434  | 478  | 705  | 761  | 812  | 753  |

| 1856 | 1861 | 1866 | 1872 | 1876 | 1881 | 1886 | 1891 | 1896 |
| ---- | ---- | ---- | ---- | ---- | ---- | ---- | ---- | ---- |
| 735  | 729  | 754  | 711  | 743  | 787  | 782  | 795  | 778  |

| 1901 | 1906 | 1911 | 1921 | 1926 | 1931 | 1936 | 1946 | 1954 |
| ---- | ---- | ---- | ---- | ---- | ---- | ---- | ---- | ---- |
| 733  | 708  | 691  | 603  | 570  | 565  | 518  | 448  | 401  |

| 1962 | 1968 | 1975 | 1982 | 1990 | 1999 | 2004 | 2006 | 2009 |
| ---- | ---- | ---- | ---- | ---- | ---- | ---- | ---- | ---- |
| 374  | 370  | 282  | 241  | 215  | 222  | 210  | 218  | 212  |

| 2014 | 2019 | 2022 | - | - | - | - | - | - |
| ---- | ---- | ---- | - | - | - | - | - | - |
| 200  | 189  | 185  | - | - | - | - | - | - |

### Enseignement
Barrais-Bussolles dépend de l'académie de Clermont-Ferrand. Il n'existe aucune école.
Hors dérogations à la carte scolaire, les collégiens sont scolarisés à Lapalisse et les lycéens à Cusset, au lycée Albert-Londres.

## Culture locale et patrimoine

### Lieux et monuments
- Église Saint-Julien de Barrais-Bussolles du XIIIe siècle, style gothique, avec un clocher-mur qui surmonte la façade, sur lequel a été rajouté au XIXe siècle une flèche de bois couverte d'ardoises.
- Chapelle de la Tour Pourçain, ancienne maison forte du XIVe siècle transformée en chapelle en 1926, inscrite aux Monuments historiques.
- Chapelle de Bussolles du XIIe et XIIIe siècle, en partie détruite en 1892 ; le chœur de style flamboyant a été conservé[13].
- Château de Bussolles du XIVe siècle, refondu en 1810[13].
- Pierre druidique à la Bruyère. Deux pierres imposantes sur lesquelles repose un gros bloc ajusté[13].

### Personnalités liées à la commune
- Émile Genest Aubert de la Faige (1855, Riom – 1904, château de Bussolles à Barrais-Bussolles), capitaine de cavalerie, officier d'état-major, chevalier de la Légion d'honneur, maire de Barrais-Bussolles, auteur de nombreux ouvrages comme Les fiefs du Bourbonnais, Le Testament de Gilles Aycelin de Montaigu, archevêque de Narbonne (1898) ou Notes sur Châteldon (1891). Propriétaire des châteaux de Châteldon (1892-1894) et de Bussolles.
- André Louis Laveissière (dit Kiki), né le 8 août 1913 à Hautot-sur-Mer (Seine-Maritime), décédé le 24 novembre 1994 à Paris, pilote de chasse et résistant. En 1943, il  rejoint le général de Gaulle en Angleterre, en traversant à pied la France, puis l'Espagne. Il intègre les Forces aériennes françaises libres et le groupe de chasse Alsace avec lequel il combat en 1944 et 1945. Il est fait chevalier de la Légion d'honneur, croix de Guerre 1939-1945 avec palme, médaillé de la Résistance, médaillé des Évadés, croix du Combattant volontaire 1939-1945, médaillé de l'Aéronautique. Il a habité Barrais-Bussolles pendant une partie de sa jeunesse et il y est inhumé.

### Héraldique
|  | Les armes de la commune se blasonnent ainsi : Barré de sable et d'or, la seconde et la troisième barre de sable chargées chacune d'une croisette ancrée d'or, les croisettes rangées en pal. |